# Padew
Padew – stacja kolejowa w Padwi Narodowej, w województwie podkarpackim, w Polsce.

## Ruch pasażerski
| Rok  | Wymiana pasażerska na dobę |
| ---- | -------------------------- |
| 2017 | –                          |
| 2022 | 0-9                        |

## Historia
W 1997 roku przeprowadzono remont linii kolejowej na odcinku Padew–Jaślany. 1 września 2009 zawieszono kursy pociągów pasażerskich przejeżdżających przez stację kolejową na odcinku Tarnobrzeg–Mielec–Dębica. Od marca 2022 do 28 września 2022 przeprowadzono remont linii kolejowej na odcinku Padew–Mielec. 28 września 2022 przywrócono ruch pociągów towarowych w stronę Mielca i Dębicy wstrzymany w związku z remontem linii kolejowej na tym odcinku. 6 listopada 2022 przywrócono kursy pociągów pasażerskich do Mielca i Dębicy. 15 grudnia 2024 przywrócono kursy pociągów pasażerskich przejeżdżających przez stację kolejową na odcinku Tarnobrzeg–Mielec–Dębica. 8 sierpnia 2025 roku spółka PKP Polskie Linie Kolejowe S.A. podpisała umowę z spółką Swietelsky Rail Polska sp. z o.o na wykonanie robót budowlanych na linii kolejowej nr 25 na odcinku Padew – Tarnobrzeg – Sobów – Sandomierz, przy którym znajduje się stacja, co nastąpiło w wyniku rozstrzygnięcia 21 marca 2025 roku przetargu ogłoszonego 4 września 2024 roku przez spółkę PKP Polskie Linie Kolejowe S.A.